# Drobniczka jednodniówka
Drobniczka jednodniówka, drobniczka (Heterandria formosa) – gatunek żyworodnej ryby z rodziny piękniczkowatych (Poeciliidae). Pochodzi ze wschodnich stanów USA – z niewielkich zbiorników Karoliny i Florydy.

## Taksonomia
Gatunek został opisany po raz pierwszy przez Agassiza w 1855. Opis ten nie spełniał jednak wymogów formalnych stawianych opisom nowych taksonów. Pełne dane opublikował w 1859 Girard i to on jest uznawany za autora naukowej nazwy gatunku.

## Wygląd
Tułów brunatno-żółty, przez cały tułów pośrodku przebiega czarny pasek, przez który przechodzi 8–10 czarnych pionowych kresek. Płetwa ogonowa, grzbietowa i płetwy piersiowe przezroczyste. Na płetwie grzbietowej mała czarna plamka obrzeżona na czerwono. Oczy białe z czarnymi tęczówkami. Samiec osiąga do 2 cm  długości i jest szczuplejszy od samicy, pierwsze promienie płetwy odbytowej ma przekształcone w długie gonopodium. Samica osiąga do 3,5 cm długości, jest bardziej krępa, na przezroczystej płetwie odbytowej ma czarną plamkę.

## Występowanie
Wody słodkie i słonawe od Karoliny Północnej po Florydę.

## Rozmnażanie
Po kilkutygodniowej ciąży z jaj rozwijających się w ciele samicy przez 5 do 17 dni rodzi się od 1 do maksymalnie 10–25 małych drobniczek, po 3–4 dziennie. Młode są dość duże i żywią się planktonem. Dzięki takiej strategii zwiększają się szanse potomstwa na przeżycie w środowisku naturalnym.

## Woda
Woda średnio twarda, pH ok. 7. Najczęściej jest wymieniana temperatura 20–26 °C – w skrajnych przypadkach od 10 do 36 °C.

## Odżywianie
Ryba wszystkożerna. W środowisku naturalnym chętnie je larwy komarów – z tego powodu używana do zwalczania plagi komarów. Z tej racji angielska nazwa tej ryby to Mosquito Fish. Ponadto zjada glony, preferuje również pokarm roślinny suchy.